# Zahlbruckner Sándor
Zahlbruckner Sándor (Szentgyörgy, 1860. május 31. – Bécs, Ausztria, 1938. május 8.) botanikus.

## Életrajza
A Pozsony vármegyei Szentgyörgyön született 1860. május 31-én. Nagyszombatban és Bécsben tanult, 1883-ban a bécsi egyetemen szerzett bölcsészdoktori oklevelet, 1920. május 5.-től a Magyar Tudományos Akadémia tagja.
1884-1885-ben a bécsi udvari természetrajzi múzeum növénytani osztályának gyakornoka, 1886-1899 között őre, 1899-1914 között az osztály vezetője, 1914-től 1922-ig a múzeum igazgatója. 

## Munkássága
Egzotikus növényekkel, később elsősorban zuzmókkal foglalkozott. Számos új fajt fedezett fel, amelyek közül többet róla neveztek el. Fő műve a Kryptogamae exsiccatae herbarium (I-XXIV. Wien, 1894-1916) a nemzetközi botanikai irodalom klasszikusa.

## Főbb munkái
- Beitrag zur Flora von Neu-Caledonien. Wien, 1888
- Prodromus einer Flechten flora Bosniens und der Herzegovina. Wien, 1890
- Novitiae peruvianae. Wien, 1892
- Kryptogamae exsiccatae herbarium. Wien
- Lobeliacae Brasiliensis. Koppenhagen, 1895
- Plantae Pentherianae. Wien
- Die Parmelia ryssolea der perunischen Flora. Budapest, 1906
- Neue Beiträge zur Flechtenflora des Pozsonyer Komitates. Pozsonyi Orvos-Természettudományi Egyesület Közleményei 1904
- Flechten im Hochlande Ecuadors. Cassel, 1905
- Campanulaceae andinae. Berlin, 1906
- Transbaikalische Flechten. Wien, 1909